# Lana – Königin der Amazonen
Lana – Königin der Amazonen ist ein im Urwald von Brasilien gedrehter Abenteuerfilm des Regisseurs Géza von Cziffra mit Catherina von Schell in der Hauptrolle einer blonden Amazone, die über einen abgelegenen Stamm herrscht. Der Farbfilm in Ultrascope wurde am 27. November 1964 uraufgeführt.

## Handlung
Der Ethnologe und Forscher Professor van Vries bricht mit seinem Neffen Peter ins Amazonasgebiet auf, um aus wissenschaftlichem Interesse die Kultstätten der sagenhaften Amazonen aufzuspüren. Zur gleichen Zeit ist auch eine Bande von Schurken und Abenteurern unter der Führung von Don Geronimo Aussa dorthin unterwegs. Aussa hofft dort die unermesslichen Schätze von Eldorado zu finden, von denen einst Francisco de Orellana, ein Gefährte Francisco Pizarros, berichtete. Mit großer Rücksichtslosigkeit treibt Aussa seine Leute und die einheimischen Indios, die er als Ruderer angeheuert hat, voran. Als einer der Indios von einem Krokodil angegriffen wird, rettet ihn ein Schuss. Es ist Peter van Vries, der das Reptil erlegt.
Don Aussa nimmt sofort Prof. van Vries und seinen Neffen gefangen und zwingt beide, sich seiner Goldsuchexpedition anzuschließen. Während der Bootsfahrt gerät der Trupp in einen Hinterhalt der Chavantes-Indianer, deren Männer Leibeigene der Amazonen sind. Ihre Anführerin Tahira rettet Peter im Kampf mit einer Anakonda mit einem Pfeilschuss das Leben, ein zweiter Pfeil verwundet ihn jedoch. Peter wird bewusstlos und erwacht erst wieder im Lager der Amazonen. Die Männer der Expedition werden indes als Gefangene in das Lager der Chavantes gebracht.
Als Peter wieder erwacht, sitzt die Königin der Amazonen, Lana, auf seinem Lager. Im Gegensatz zu den recht dunkelhäutigen Amazonen ist sie ein hellhäutiges Mädchen mit langen, blonden Haaren, behangen mit einer prächtigen Schmuckkette. Als sie ein kleines, goldenes Kreuz auf seiner Brust liegen sieht, nimmt sie es ihm ab und gibt Peter stattdessen einen prächtigen Edelstein aus ihrer Kette. Dann küsst sie ihn kurz, steht auf und geht.
Don Aussa und seine Abenteuertruppe stellen bald fest, dass sie nichts von den im Grunde friedfertigen Chavantes-Indianer zu befürchten haben. Daher warten sie nur auf einen günstigen Moment, in den nahe gelegenen Königspalast einzudringen, um die dort vermuteten Goldschätze zu rauben. Währenddessen darf sich Peter mit Lanas Billigung frei auf dem Amazonengelände bewegen und entdeckt bei einem Erkundungstrip den Rumpf eines abgestürzten Sportflugzeugs, umgeben von einer „Kult“-Mauer. Es ist der 'große Vogel', wie Lana das Wrack nennt, der einst vom Himmel fiel. Ihr Vater sei sofort tot gewesen und ihre Mutter wenig später gestorben. Nur sie habe überlebt. Von ihrer bleichen Haut und dem hellen Haar fasziniert, habe sie der Amazonenstamm bald zur Halbgöttin und Königin ernannt … anstelle von Tahira, die eigentlich Anspruch auf diese Position gehabt hätte. Peter hat sich inzwischen in Lana verliebt und beschließt, mit ihr in die Heimat zurückzukehren.
Das groß angelegte Mondfest der Amazonen scheint ihm die beste Gelegenheit zur Flucht. Lana zeigt sich bereit, mit ihm zu kommen, und Tahira hilft den beiden, nicht ganz uneigennützig, dabei, in dem sie sie mit Waffen versorgt. Prof. van Vries schließt sich dem Paar an -- mit im Gepäck einige wertvolle Schrifttafeln, die er hier entdeckt hat. Nahezu zeitgleich versucht auch Don Aussa mit seinen Mannen sein Glück und will mit Sprengstoff in die Schatzkammer der Amazonen vordringen. Doch die Amazonen lassen sich nicht so leicht überrumpeln. Es kommt zum Feuergefecht, bei dem unter anderem auch der Professor stirbt. Lana und Peter hingegen können das rettende Boot erreichen und der grünen Hölle entkommen.

## Produktionsnotizen
Die Außen- und Expeditionsaufnahmen des Films entstanden in Rio de Janeiro, Belem und in Amazonien.
Catherina von Schell spielte hier ihre erste Filmrolle. Sie wurde in München von dem Filmproduzenten Gero Wecker entdeckt, der sie für diesen Film verpflichtete.
Für die Außenaufnahmen und die Dialogregie (Anweisungen an die brasilianischen Darsteller) stand Cziffra der Schauspieler und gebürtige Brasilianer Cyll Farney zur Seite.

## Kritik
Das große Personenlexikon des Films nennt den Film eine „lächerliche Urwaldschnulze“.
Das Handbuch Filme 1962/64 sah Lana – Königin der Amazonen als „naive Abenteuer-Unterhaltung“ an.
Das Lexikon des internationalen Films urteilte: „Mit schwachen Ansätzen zur Persiflage versehenes, temperamentlos-naiv geratenes Abenteuerkino.“